# Irideae
Tribu
Irideae est une tribu incluse dans la famille bien connue des Iridaceae. Il contient de nombreuses espèces dans cinq genres qui sont largement distribués dans l'Ancien Monde. La tribu tire son nom d' Iris, qui est le plus grand genre de la tribu.

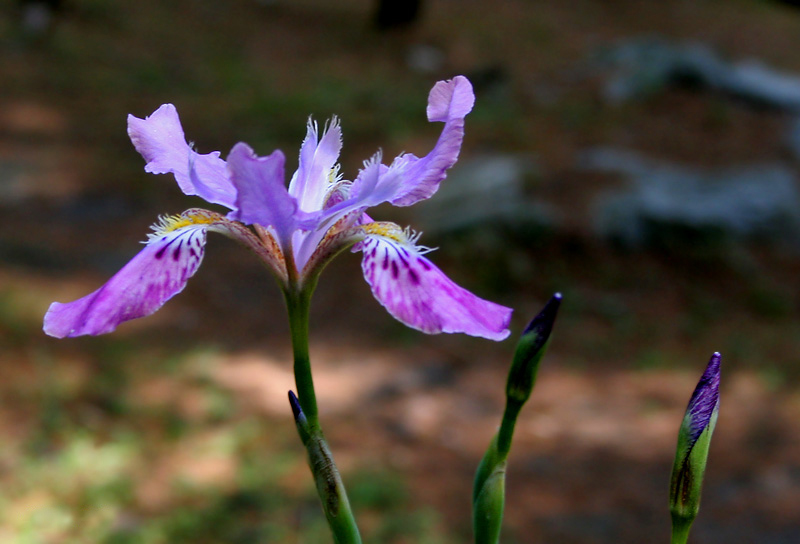
Iris milleii

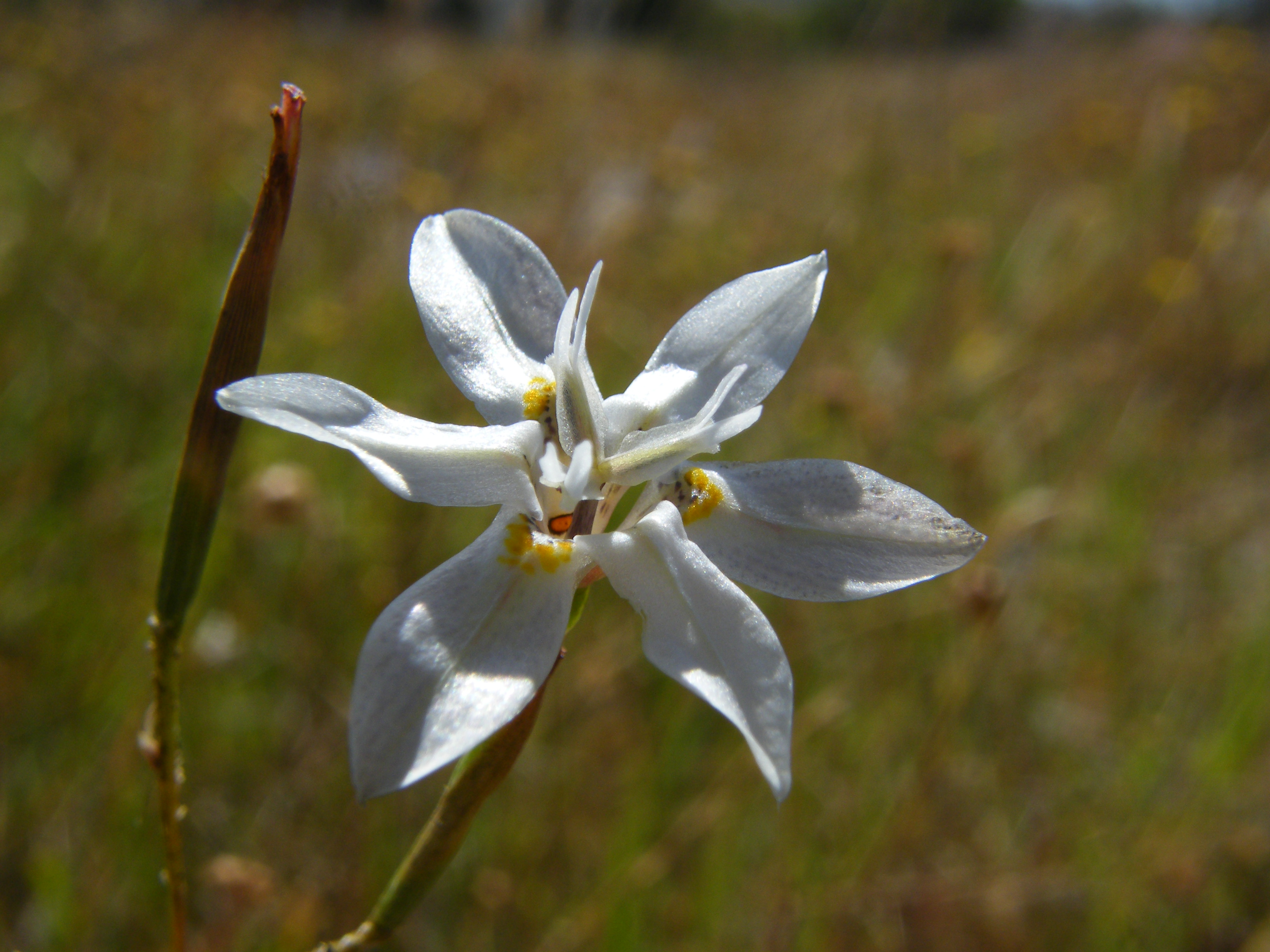
Moraea viscaria

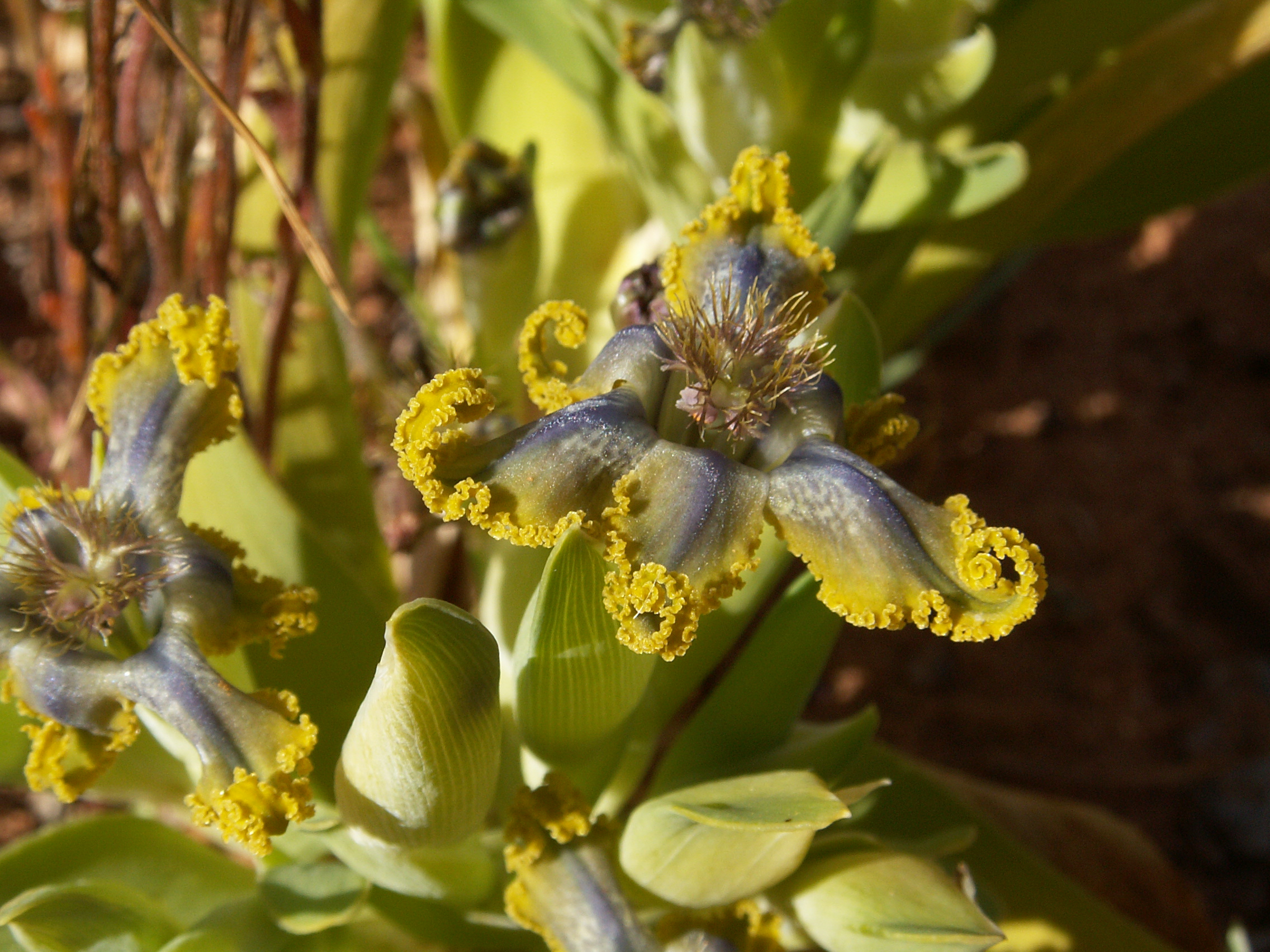
Ferraria uncinata

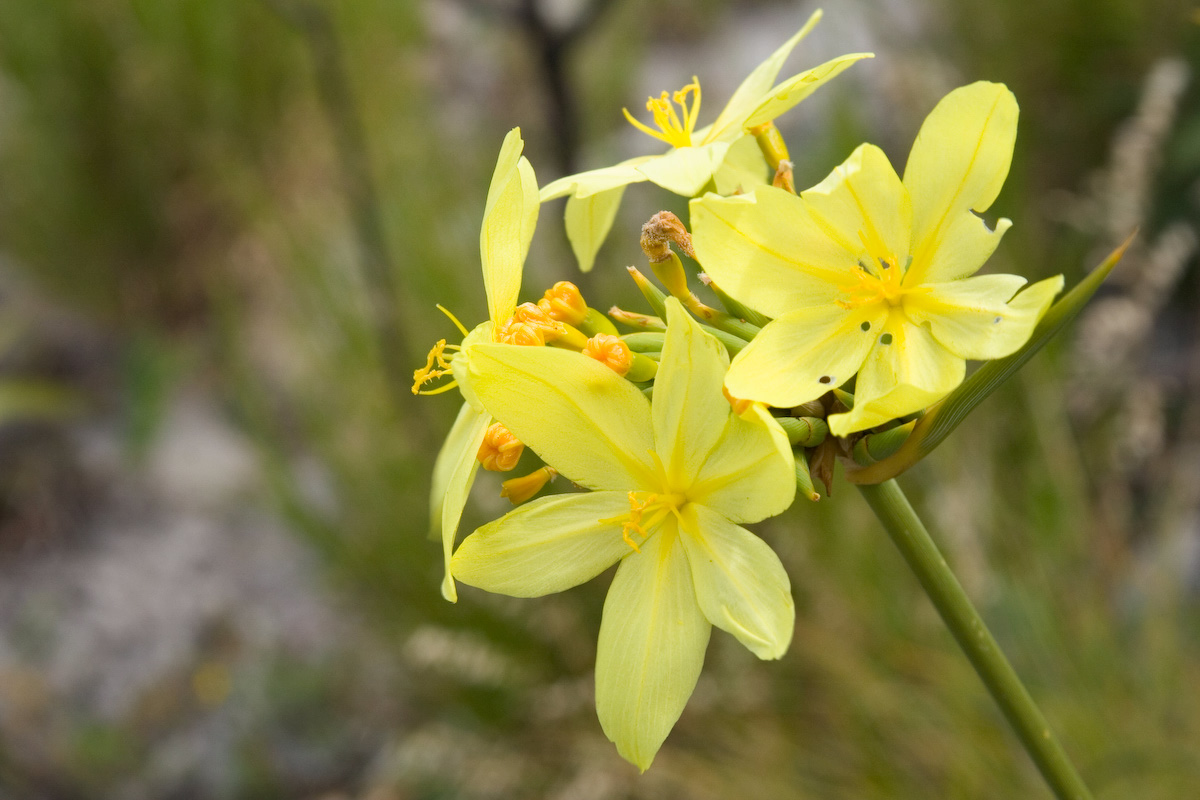
Bobartia indica

Les fleurs, souvent parfumées et rassemblées dans une inflorescence, ont six pétales. Ceux-ci ne sont identiques que dans le genre Ferraria . L'ovaire est 3-loculaire et contient des graines qui sont généralement circulaires et en forme de boulettes. Les membres ont les feuilles typiques en forme d'épée et le porte-greffe est généralement un rhizome ou un bulbe. Seuls deux sous-genres d' Iris ont des bulbes. Ce sont Xiphium et Hermodactyloides.
De nombreuses espèces sont des plantes ornementales populaires, mais beaucoup sont menacées d'extinction.
Liste des genres:
- Bobartia
- Dietes
- Ferraria
- Iris
- Moraea